# Метрополен регион на Макапа
Метрополния регион на Макапа е метрополен регион в бразилския щат Амапа, основан с щатския закон-допълнение № 21, от 26 февруари 2003 г., и обхваща общините (градовете) Макапа, щатската столица, и Сантана. По оценка на Бразилския институт по география и статистика, населението на метрополиса през 2011 г. е 509 883 жители.
| Община  | Закон       | Територия (km²) | Население (2011) | БВП в R$ (2007) |
| ------- | ----------- | --------------- | ---------------- | --------------- |
| Макапа  | LCE 21/2003 | 6.407,123       | 407.023          | 38.09.504,719   |
| Сантана | LCE 21/2003 | 1.577,517       | 102.860          | 882.141,404     |
| Общо    |             | 7.984,640       | 509.883          | 4.691.646,123   |